# Paola Pelino
Paola Pelino (Sulmona, 20 novembre 1954) è una politica italiana.

## Biografia

### Attività imprenditoriale
Imprenditrice, è socia e membro del Consiglio di Amministrazione della nota fabbrica di confetti Pelino di Sulmona. Conseguito il diploma di maturità inizia a lavorare nell'azienda di famiglia come responsabile del marketing e pubbliche relazioni.

### Attività politica

#### Elezione a deputato
Viene eletta alla Camera, per la prima volta, nelle liste di Forza Italia alle elezioni politiche del 2006.
Nel 2008 è nuovamente eletta nelle file del Popolo della Libertà. In entrambe le legislature è componente della commissione Lavoro della Camera, seguendo da vicino i temi principali delle politiche del lavoro e della previdenza che occupano un ruolo centrale nel dibattito politico.

#### Elezione a senatore
Nel 2013 è scelta dal presidente Silvio Berlusconi nella circoscrizione della regione Abruzzo per il Senato: spinge il partito alla conquista del premio di maggioranza che la conduce a Palazzo Madama.
Dopo la scissione dei parlamentari del Nuovo Centrodestra di Angelino Alfano resta in Forza Italia e ne diviene vicecapogruppo al Senato della Repubblica.
Il 16 novembre 2013, con la sospensione delle attività del Popolo della Libertà, aderisce a Forza Italia. Nell'attuale legislatura è anche vice presidente della commissione Industria, anche a seguito della conferma di metà mandato ottenuta con ampio consenso degli altri componenti della commissione.
Alle elezioni politiche del 2018 è ricandidata alla Camera, nella circoscrizione Abruzzo, come capolista di Forza Italia nel collegio plurinominale L'Aquila-Teramo, ma non viene eletta in quanto non scatta il seggio.

## Procedimenti giudiziari
Nel marzo 2013 viene condannata in primo grado per aver comprato 11 000 euro di abiti firmati in una boutique di Pescara, senza averli mai pagati. È stata condannata a saldare il dovuto e alle spese legali. Una sentenza provvisoriamente esecutiva, con ingiunzione in Parlamento. La Pelino si è difesa affermando che la boutique non ha mai emesso lo scontrino fiscale.
Nel 2013 l'onorevole Pelino ha sottoscritto una transazione economica con la boutique rinunciando all'Appello. La conciliazione è avvenuta con espressa rinuncia reciproca dopo che è stata chiarita la situazione e i motivi della controversia. Pertanto l'onorevole Pellino non è stata mai condannata.
Nel 2017 è stata citata in giudizio dal tribunale di Sulmona per appropriazione indebita a causa di un'auto acquistata con una società di leasing di Genova e non pagata interamente. Il 3 dicembre 2018 la senatrice Pelino è stata assolta dal giudice del Tribunale di Sulmona Buccini con "più ampia formula liberatoria", si legge nella sentenza, dall'accusa di appropriazione indebita dell'auto perché il fatto non sussiste.

## Riconoscimenti
- Commendatore della Repubblica italiana